# NGC 6040
NGC 6040 este o liner situată în constelația Hercule. A fost descoperită în  de către Édouard Stephan⁠(d).